# 折笠敬昭
折笠 敬昭（おりかさ よしあき、1990年3月 - ）は、日本の美術家・音楽家である。

## 概要
1990年、新潟県に生まれた。
菅原翔太と2人でバンド「不屈の卑屈」を組み、歌・作詞・作曲などを手掛けている。
2012年から東京を中心に展示活動を行っている。
2017年からはソロプロジェクト「◎」（omaru）を始動させている。
多摩美術大学の絵画学科で日本画を専攻し、2016年に同大学院を修了している。
第3回「Artist Group -風-展」では作品「規律の海」が入選を果たしている。
2016年には個展「在るはずのなかった日々」を開催している。
2019年には中目黒ART PROJECT「storage_0 ALICE」展の開催に携わっている。
2020年には「東京2020 NIPPONフェスティバル」の共催プログラム「現代日本画の系譜-タマビDNA展」への出展を行っている。